# 马场别墅
马场别墅始建于1938年，为英国天主教会守善堂投资兴建，位于当时的天津英租界的马厂道（Race Course Road）（今和平区马场道），目前为一般保护等级历史风貌建筑。

## 建筑风格
马场别墅为三幢具有现代建筑特征的集合式住宅形成组团，建筑均为三层混合结构楼房，外立面为清水砖墙，建筑顶部为坡屋顶，筒瓦屋面。建筑二层和三层设有悬挑阳台并装饰有铁艺栏杆。建筑内部一层门廊地面贴有彩色花砖，其余为水泥地面，建筑二层和三层为木地板。建筑内部的木地板和木楼梯保存完好。

## 建筑图片

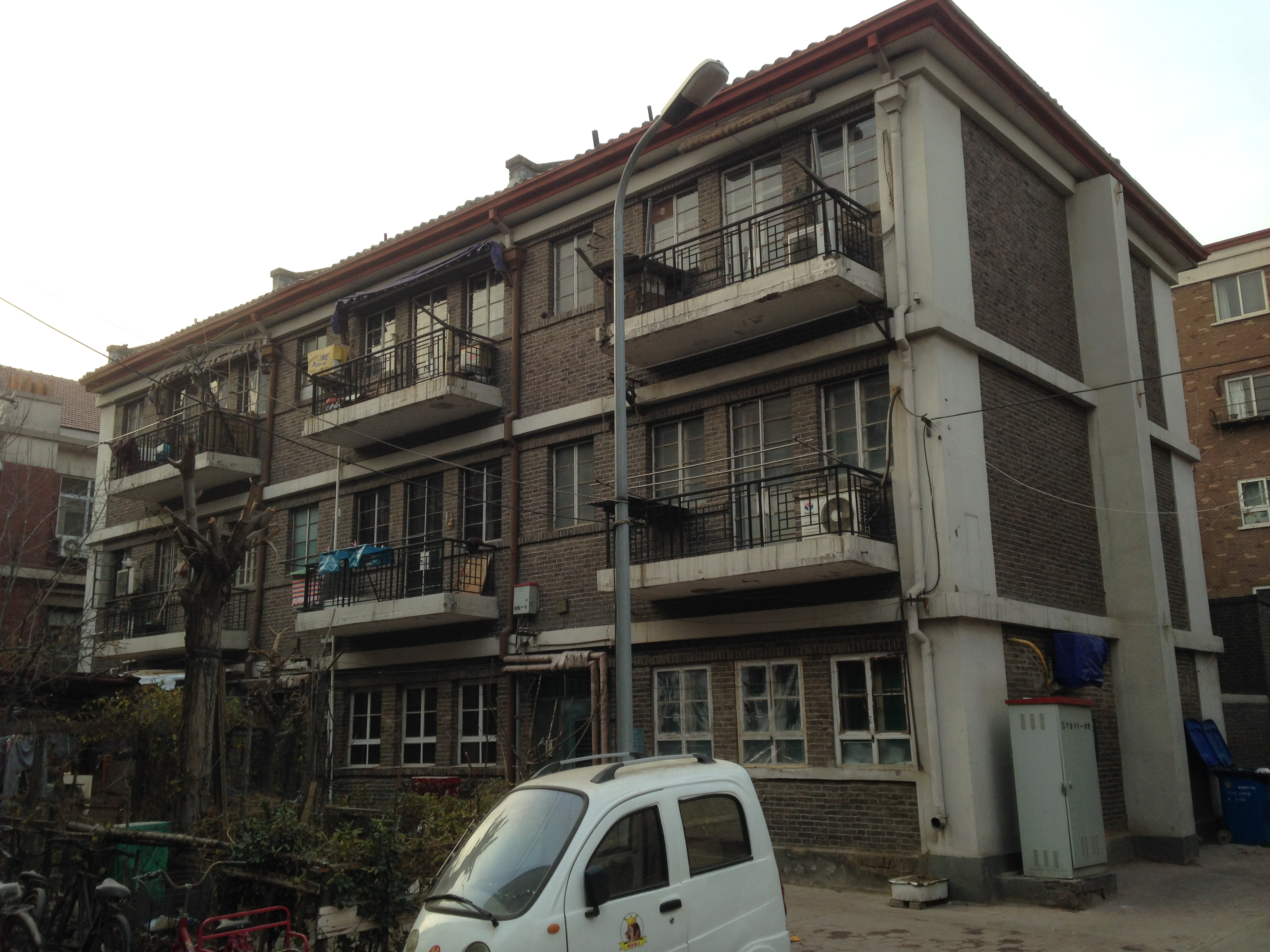
马场道马场别墅7、9、11号
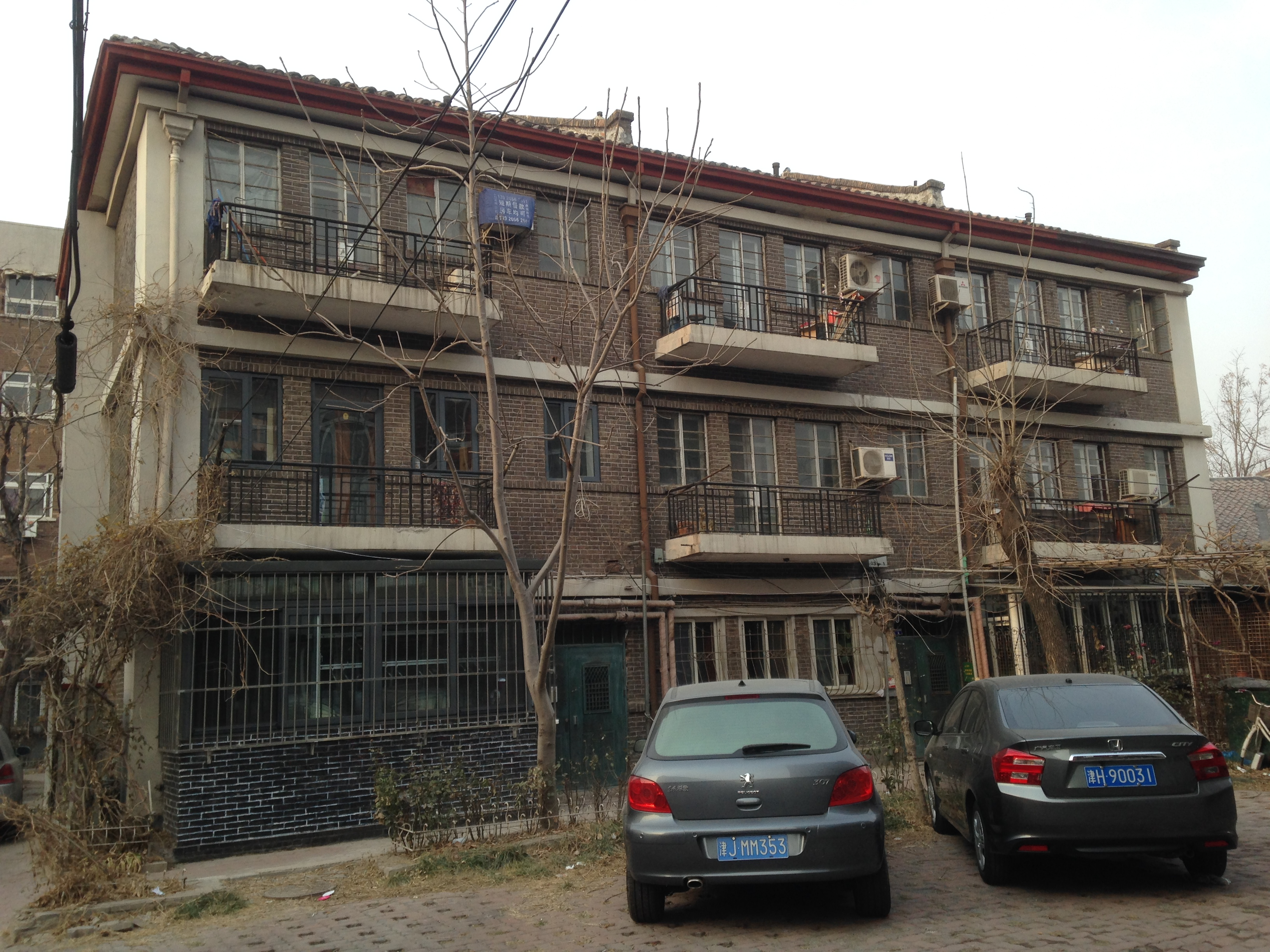
马场道马场别墅6、8、10号